# Vergelingsziekte (suikerbiet)
Vergelingsziekte bij suikerbieten wordt veroorzaakt door het zwak vergelingsvirus (BMYV) en het sterk vergelingsvirus (BYV). Het zwak vergelingsvirus behoort tot het geslacht Polerovirus van de familie van de Luteoviridae en het sterk vergelingsvirus tot het geslacht Closterovirus van de familie Closteroviridae. De eerste ziekteverschijnselen worden pleksgewijs zichtbaar, waarbij de oudere bladeren tussen de bladnerven een lichtere kleur krijgen, gevolgd door geelverkleuringen. De bladschijf wordt vervolgens dikker en broos. Verder komt het virus onder andere voor bij spinazie, melganzenvoet, melde en vogelmuur.
Bij het zwak vergelingsvirus treedt een oranje-gele verkleuring op en sterven de bladeren af. Bij het sterk vergelingsvirus treedt een geelverkleuring op die gevolgd wordt door kleine, rode, afgestorven plekjes.
Het zwak vergelingsvirussen is semi-persistent en het sterk vergelingsvirus is persistent. Het zijn positief-sense enkelstrengs RNA-virussen ((+)ssRNA). Het genoom is lineaïr en bestaat uit één molecuul RNA. Het virus heeft geen enveloppe. Het zwak vergelingsvirus is 26 nm groot en het sterk vergelingsvirus is 1350 nm lang.
Ter bestrijding van het virus zijn er een tweetal voorschriften:
- Het algemene voorschrift is een verbod om in belangrijke teeltgebieden suiker- en voederbieten (of resten daarvan) met bladvorming in voorraad te hebben. In Noord-Nederland geldt dit verbod vanaf 15 april en in Midden-Nederland en Zuid-Nederland vanaf 1 april.[bron?]
- Een verbod op zaadbietenteelt in bepaalde gebieden en toegestaan in andere gebieden mits de bladluizen worden bestreden.